# Гай ялівцю високого в районі Семидвір'я
Гай ялівцю високого в районі Семидвір'я — ботанічна пам'ятка природи місцевого значення, що розташована у Кримських горах на теренах Алуштинської міської ради АР Крим. Була створена відповідно до Постанови Кабінету міністрів УРСР від 15 лютого 1962 року.

## Загальні відомості
Землекористувачем пам'ятки є Алуштинське державне лісове господарство. Пам'ятка розташована на захід від селища Семидвір'я.
Площа пам'ятки природи 5 гектар. 

## Опис
Ботанічна пам'ятка природи «Гай ялівцю високого в районі Семидвір'я» була закладена для збереження і захисту гаю ялівцю.